# Димитар Пенев
Димитар Пенев (болг. Димитър Пенев, нар. 12 липня 1945, Мировяне) — болгарський футболіст, що грав на позиції захисника. По завершенні ігрової кар'єри — тренер. Футболіст року в Болгарії (1967, 1971) та найкращий футбольний тренер Болгарії ХХ століття. Почесний громадянин Софії.
Виступав, зокрема, за клуб ЦСКА (Софія), а також національну збірну Болгарії. Кавалер ордену «Стара планина». Почесний житель Софії і почесний президент клубу ЦСКА (Софія). Як тренер також працював з ЦСКА, вигравши ряд нагород, а також збірною Болгарії, з якою здобув найвище досягнення в її історії — 4 місце на чемпіонаті світу 1994 року.

## Клубна кар'єра
У дорослому футболі дебютував 1959 року виступами за команду «Локомотив» (Софія), в якій провів шість сезонів. У складі клубу виграв чемпіонат Болгарії у сезоні 1963/64. Також у сезоні 1964/65 став срібним, а в 1959/60 бронзовим призером.

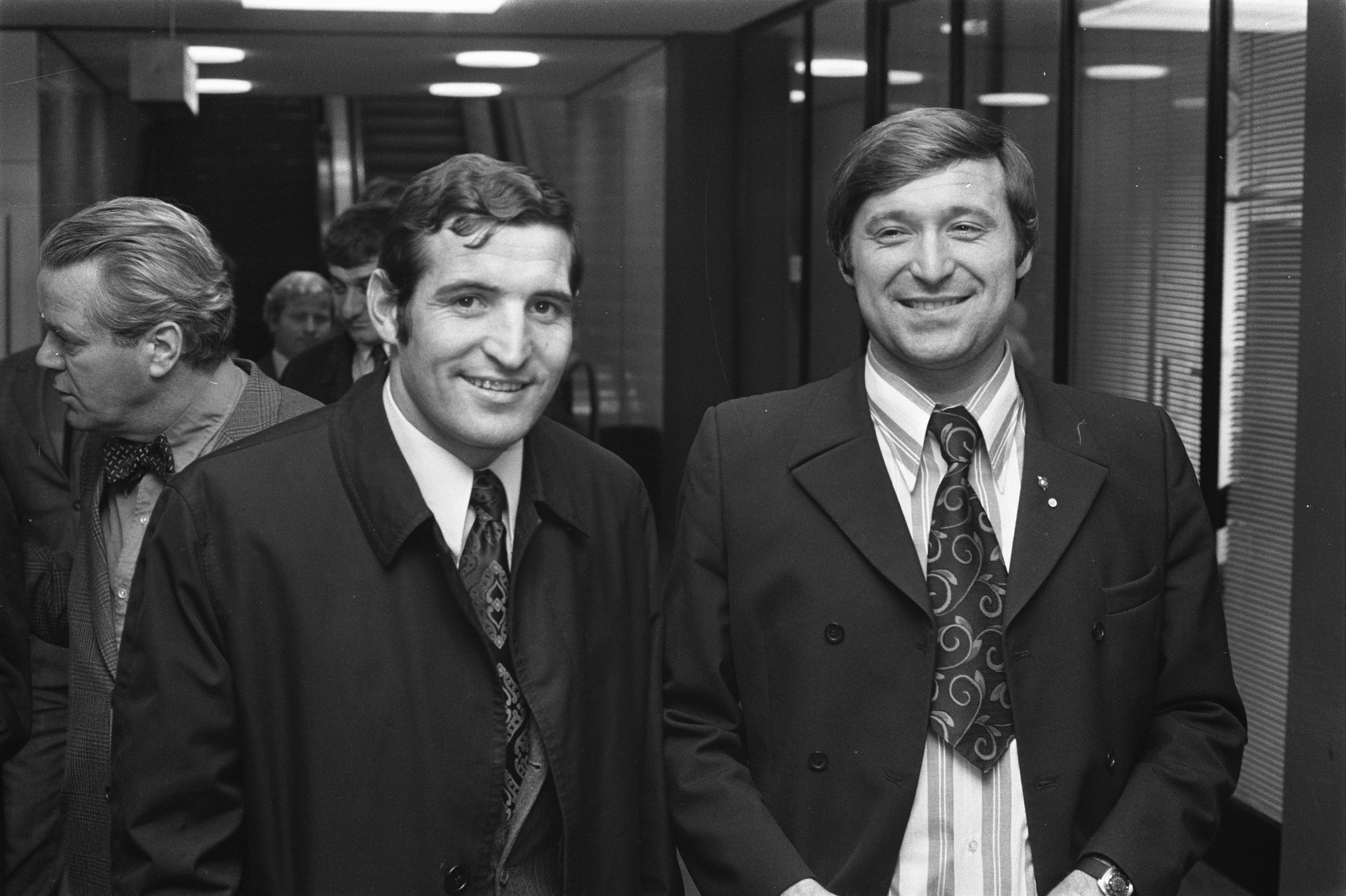
Димитар Пенев (ліворуч) із партнером по ЦСКА Петаром Жековим. 1973 рік.

1965 року перейшов до клубу ЦСКА (Софія), за який відіграв 12 сезонів. Тринадцять сезонів він був лідером оборонної лінії «армійців»; Окрім численних командних нагород, таких як сім титулів чемпіонату Болгарії, п'ять кубків Болгарії, чотири кубка Радянської армії, а також перший міжнародний успіх клубу — півфінал Кубка європейських чемпіонів 1966/67, він завоював багато індивідуальних відзнак, в тому числі його двічі обирали найкращим гравцем року в країні. Завершив кар'єру футболіста виступами за команду ЦСКА (Софія) у 1977 році. Загалом зіграв 364 матчів і забив 25 голів у вищому дивізіоні країни.

## Виступи за збірну
29 листопада 1964 року дебютував в офіційних матчах у складі національної збірної Болгарії в матчі проти СРСР (0:0). Він належить до одного з найкращих поколінь в історії болгарського футболу, утворивши зіркову команду із Христо Бонєвим, Георгі Аспаруховим, Добромиром Жечевим, Петаром Жековим на рубежі 1960-х та 1970-х років. У 1966 році болгари вперше в своїй історії вийшли на чемпіонат світу 1966 року в Англії, після якого вони також були присутні у двох наступних турнірах — 1970 року у Мексиці та 1974 року у ФРН. Щоправда кожен раз вони завершували виступи після групового раунду, а Пенев взяв участь у всіх дев'яти іграх цих трьох кубків світу та був основним гравцем у кожному з них, відігравши у восьми іграх з першої до останньої хвилини.
Останній матч у складі збірної провів 1 лютого 1976 року проти Японії (3:0). Всього протягом кар'єри у національній команді провів у її формі 90 матчів, забивши 2 голи. Це четвертий результат за всю історію національної команди.

## Кар'єра тренера
Розпочав тренерську кар'єру у невеликому клубі «Димитровград», після чого також працював з катарським «Аль-Ярмуком», та входив до тренерського штабу ЦСКА (Софія), а 1985 року очолив команду «армійців», в якій збиралось друге зіркове болгарське покоління — Христо Стоїчков, Еміл Костадинов, Трифон Іванов, племінник Любослав Пенев та інші. При Димитарі клуб став триразовим чемпіоном Болгарії, чотириразовим володарем Кубка і одного разу виграв Суперкубок. При ньому ЦСКА дійшов до півфіналу Кубка володарів кубків 1988/89, де програв майбутньому переможцю турніру «Барселоні», а через рік — до чвертьфіналу Кубка європейських чемпіонів.

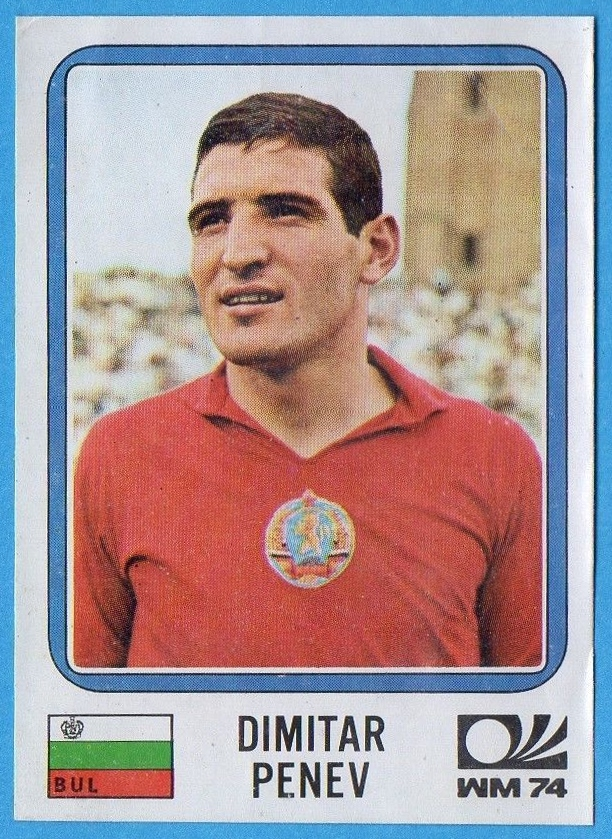
Димитар Пенев у складі збірної Болгарії. 1974 рік.

Після цих успіхів, Димитара Пенева запросили працювати в збірну Болгарії, яку до того у 1989 році Пенев тренував у одному матчі. З футболістами, багато з яких раніше виступали в його ЦСКА, він кваліфікувався на чемпіонату світу 1994 року у США, на якому несподівано зайняв з командою четверте місце, найвище за усю історію збірної. Болгари піднялися настільки високо, незважаючи на те, що протягом усього турніру у збірній відбувались внутрішні конфлікти. Журналісти неодноразово описували сварки між лідерами (Стоїчковим, Лечковим та Костадиновим) та пасивність Пенева, який не зміг їх примирити. Тренер також викликав багато суперечок серед американських коментаторів, які зловили його під час матчу за палінням сигарети, що в США було заборонено, а також журналістам не подобалася поведінка тренера, коли перед матчем за третє місце зі Швецією Пенев відмовився відвідувати прес-конференцію.

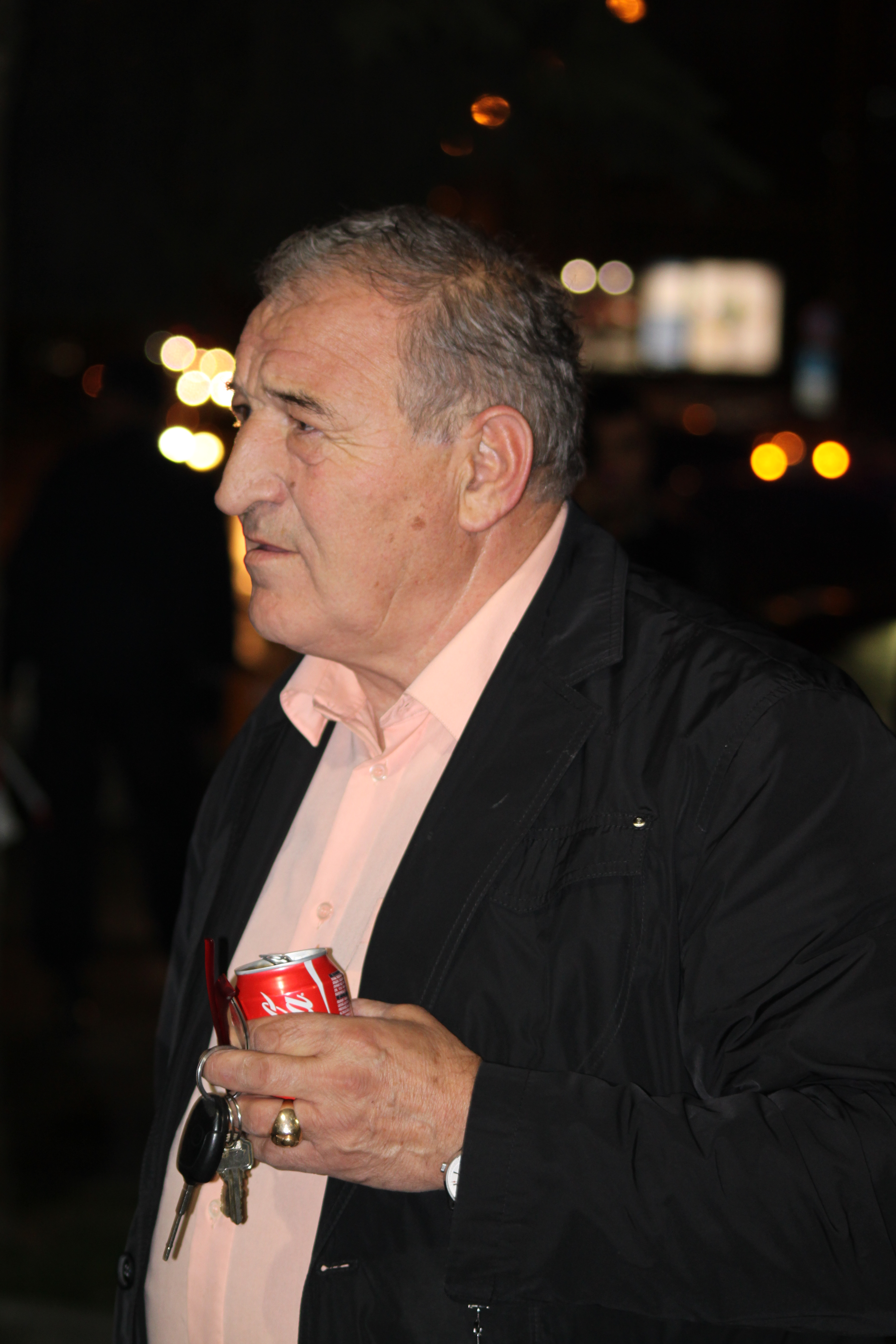
Димитар Пенев у 2010 році.

Через два роки збірна під керівництвом Пенева вперше в своїй історії вийшла на чемпіонат Європи 1996 року в Англії. Там після початкової нічиєї 1:1 з Іспанією, Болгарія виграла 1:0 у Румунії, але в останній грі поступилась 1:3 французам, через що вийти з групи не змогла, пропустивши іспанців і французів, після чого тренер покинув посаду. Хоча Пенев є співавтором найбільших успіхів в історії болгарської збірної, його неодноразово критикували за те, що він занадто покірний футболістам, заплющуючи очі на їх примхи та сварки (наприклад, жодної реакції на різку суперечку Стоїчкова з Івановим щодо капітанської пов'язки). На думку багатьох коментаторів, склад визначався за погодженням з гравцями, які обирали своїх партнерів на полі. Також деякі гравці публічно ставили під сумнів навички тренера та його вплив на команду під час успішного чемпіонату світу 1994 року, зокрема Стоїчков заявив: «У нашому успіху немає його заслуг [Пенева]. Він поганий тактик, ще гірший психолог. У нього просто були хороші гравці».
Надалі Пенев попрацював з саудівським «Ан-Насром» (Ер-Ріяд) та «Спартаком» (Варна) і 1998 року повернувся в ЦСКА (Софія). Під час своєї роботи з ЦСКА він залучав талановитих юнаків і використав їх як основу для успішної команди. Серед них Мартін Петров, Стіліян Петров та Димитар Бербатов, які надалі зробили зіркову європейську кар'єру. Втім команда переживала не найкращі часи і була здобута лише одна перемога в Кубку Болгарії у 1999 році. Надалі протягом 2003 року був головним тренером китайського клубу «Ляонін Хувін».
Після несподіваної відставки Христо Стоїчкова з посади головного тренера збірної Болгарії у квітні 2007 року, тимчасовим тренером став Станимир Стоїлов, який виграв два матчі у відборі на Євро-2008, але відмовився підписувати довгостроковий контракт. Після цього президент болгарської федерації Борислав Михайлов, який під керівництвом Пенева як воротар брав участь у пам'ятних чемпіонатах 1994 та 1996 років, після консультації з футболістами запропонував Пеневу стати новим головним тренером. Ще до того раз у раз його ім'я з'являлось в контексті збірної. Наприклад, влітку 1999 року журналісти припустили, що Пенев може замінити Дімітара Дімітрова по ходу не дуже вдалого відбору до Євро-2000. Однак очоливши команду 2007 року, лише після двох матчів у відборі, в яких болгари поступилися Нідерландам і зіграли внічию з Албанією, було вирішено не продовжувати з ним контракт. Загалом як головний тренер очолював збірну у 55 матчах, в яких здобув 25 перемог, 15 нічиїх, зазнав 15 поразок, різниця голів 88:60.
10 липня 2008 року Пенев втретє в кар'єрі став тренером ЦСКА, але цього разу не пропрацював і сезону — у березні 2009 року його звільнили після сенсаційного вильоту з чвертьфіналу Кубка Болгарії після поразки від «Піріна» (Благоєвград). Наступником Димитара на посаді став його племінник Любослав Пенев.
Втім через півтора року Димитар знову очолив клуб, вчетверте, після того, як попередній головний тренер Йоан Андоне пішов у відставку через два місяці після призначення. Формально першим тренером був Адальберт Зафіров, а Пенев виконував функції «тренера-координатора». Однак Зафіров не мав необхідної тренерської ліцензії УЄФА, тому саме Пенев був внесений до протоколу. Після закінчення сезону, в якому ЦСКА виграв чемпіонат, Пенев покинув посаду і став почесним президентом клубу.
В жовтні 2011 року Пенев вп'яте повернувся на посаду головного тренера клубу, однак через півроку, після поразки 0:2 від «Чорномореця» (Бургас), вирішив залишити посаду тренера. У 2016 році призначений Почесним президентом ЦСКА, членом Наглядової ради ЦСКА та Головою Правління ЦСКА, а також з 2010 року є почесним президентом напівпрофесіонального англійського клубу «Ноттінгем Юнайтед»

## Титули і досягнення

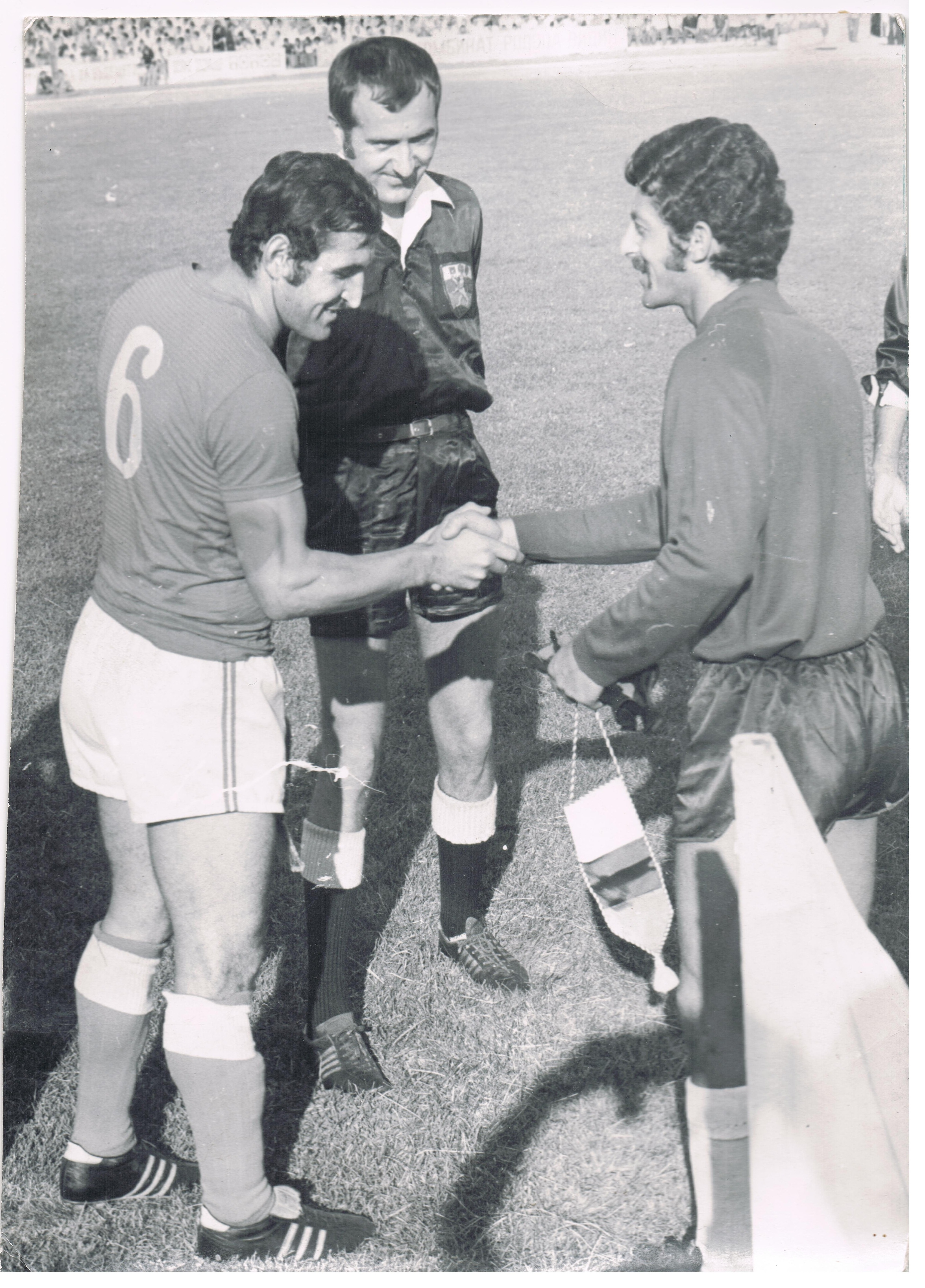
Димитар Пенев (ліворуч) перед матчем за ЦСКА.

### Як гравця
- Чемпіон Болгарії (8):

«Локомотив» (Софія): 1963–64
ЦСКА (Софія): 1965–66, 1968–69, 1970–71, 1971–72, 1972–73, 1974–75, 1975–76
- Володар Кубка Болгарії (5):

ЦСКА (Софія): 1965, 1969, 1972, 1973, 1974

### Як тренера
- Чемпіон Болгарії (3):

ЦСКА (Софія): 1988–89, 1989–90, 2007–08
- Володар Кубка Болгарії (5):

ЦСКА (Софія): 1985, 1987, 1988, 1989, 1999
- Володар Кубка Радянської армії (4):

ЦСКА (Софія): 1985, 1986, 1989, 1990
- Володар Суперкубка Болгарії (2):

ЦСКА (Софія): 1989, 2008

### Особисті
- Футболіст року в Болгарії: 1967, 1971[1]